# Bernd Lucke
Bernd Lucke, född den 19 augusti 1962 i Berlin, är en tysk politiker och ekonom. Han var en av medgrundarna av Alternativ för Tyskland och ordförande för det tyska politiska partiet fram till juli 2015, då han ersattes av Frauke Petry. Lucke lämnade efter detta AfD. Lucke är också är professor i makroekonomi vid Hamburgs universitet och sedan 2014 ledamot i Europaparlamentet.

### Fotnoter
1. ↑  Brockhaus Enzyklopädie, Brockhaus Enzyklopädie-ID: lucke-bernd, läst: 9 oktober 2017.[källa från Wikidata]
2. ↑  Munzinger Personen, Munzinger person-ID: 00000029544, läst: 9 oktober 2017.[källa från Wikidata]
3. ↑  Gemeinsame Normdatei, läst: 16 december 2014.[källa från Wikidata]
4. ↑  OCLC-kontrollnummer: 916329798.[källa från Wikidata]
5. ↑  Europaparlamentets ledamöter, Europaparlamentariker-ID: 124820, läst: 20 april 2022.[källa från Wikidata]
6. ↑  Europaparlamentets ledamöter, Europaparlamentariker-ID: xml.html?country=DE.[källa från Wikidata]
7. ↑  Europaparlamentets ledamöter, Europaparlamentariker-ID: 124820.[källa från Wikidata]
8. ↑  Bernd Lucke tritt aus der AfD aus (på tyska), Die Welt, 8 juli 2015, läs online, läst: 8 juli 2015.[källa från Wikidata]
9. ↑  ”Gegen den Euro, gegen Merkel”. Tagesschau. 15 april 2013. http://www.tagesschau.de/inland/afd118.html. Läst 16 januari 2015.
10. ↑  https://www.thelocal.de/20150709/lucke-resigns-from-afd-citing-xenophobia
11. ↑  ”CV Bernd Lucke”. Hamburgs universitet. Arkiverad från originalet den 21 februari 2015. https://web.archive.org/web/20150221234558/http://www.wiso.uni-hamburg.de/en/professuren/wachstum-und-konjunktur/team/prof-dr-bernd-lucke/cv/. Läst 16 januari 2015.